# Weave (protocol de xarxa)

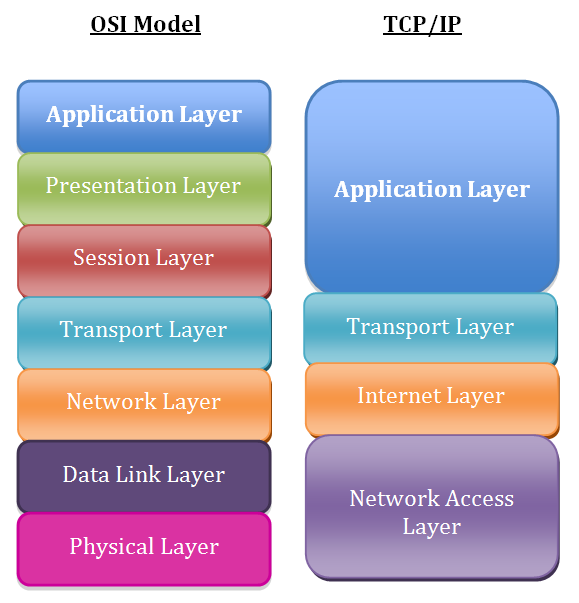
Fig.1 Capa d'aplicació en color blau

Weave (en anglès teixir) és un protocol de xarxa de la capa aplicació del model OSI de la Fig.1 creat per aplicacions d'internet de les coses.Fou creat per Google.
Propietats:
- Protocol obert.
- Suporta el protocol IPv6.
- Compacte, de baix consum i amplada de banda baixa.
- La seguretat és important : TLS, Oauth 2.0
- Fiable i de baixa latència : xarxa en malla.